# Alyssum antiatlanticum
Alyssum antiatlanticum là một loài thực vật có hoa trong họ Cải. Loài này được Emb. & Maire mô tả khoa học đầu tiên năm 1932.